# Oxydirus oxycephaloides
Oxydirus oxycephaloides är en rundmaskart. Oxydirus oxycephaloides ingår i släktet Oxydirus och familjen Oxydiridae. Inga underarter finns listade i Catalogue of Life.